# 이정작
이정작(李廷綽, 1678년 ~ 1758년)은 조선 숙종-영조 때의 문신이다. 호는 회헌(晦軒). 숙종 40년에 과거에 급제, 벼슬이 병조 참판에 이르렀다. 작품에는 <옥린몽>이 전해 오고 있다.

## 옥린몽
《옥린몽》(玉麟夢)은 조선 숙종-영조 때 이정작이 지은 구소설. 가정소설로 문장은 한문. <옥루몽>과 비견되는 작품으로 내용은 중국 송나라 때를 배경으로 일부다처제적인 가정생활에서 일어나는 불행과 비극을 묘사한 것이다.